# Peter Sculthorpe
Peter Joshua Sculthorpe (ur. 29 kwietnia 1929 w Launceston, zm. 8 sierpnia 2014 w Sydney) – australijski kompozytor.

## Życiorys
Studiował grę na kontrabasie przy University of Melbourne (1947–1951). Po ukończeniu studiów wrócił na rodzinną Tasmanię i rozpoczął studia nad muzyką Aborygenów. Jako kompozytor zadebiutował na festiwalu Międzynarodowego Towarzystwa Muzyki Współczesnej w Baden-Baden w 1955 roku Sonatiną na fortepian. Otrzymawszy stypendium University of Melbourne uczył się w latach 1958–1960 w Wadham College w Oksfordzie u Edmunda Rubbry i Egona Wellesza. Od 1963 roku wykładał kompozycję i etnomuzykologię na University of Sydney. Wykładał gościnnie na Yale University (1966–1967) i University of Sussex (1972–1973). Laureat Alfred Hill Memorial Prize (1964), Encyclopaedia Britannica Award for the Arts (1969) i Sir Bernard Heinze Award (1994). Doktor honoris causa University of Tasmania (1969), University of Sussex (1989) i University of Melbourne (1989). W 1991 roku wybrany został na członka Australian Academy of the Humanities (1991).
Kawaler (1970) i oficer (1977) Orderu Imperium Brytyjskiego. Odznaczony Medalem Srebrnego Jubileuszu Królowej Elżbiety II (1977) i Orderem Australii (2001).

## Twórczość
Po początkowych zainteresowaniach europejską awangardą muzyczną szybko zdystansował się od typowych dla muzyki współczesnej technik takich jak atonalność czy serializm. Posługiwał się uproszczonym językiem dźwiękowym, dając prymat melodii. Silny wpływ na twórczość Sculthorpe’a wywarły rdzenne tematy australijskie, kultura i sztuka Aborygenów, sięgał też po elementy muzyki balijskiej i japońskiej. W swojej muzyce operował powtórzeniami nieskomplikowanych akordów i statyczną, płaszczyznową harmonią. Często opracowywał nowe wersje wcześniejszych utworów lub czasem ich części, przeznaczając je na inny aparat wykonawczy.

## Wybrane kompozycje
(na podstawie materiałów źródłowych)

### Utwory orkiestrowe
- Irkanda IV na skrzypce, perkusję i smyczki (1961)
- Small Town (1963, zrewid. 1976)
- Sun Music I (1965)
- Sun Music II: Ketjak (1966)
- Sun Music III: Anniversary Music (1967)
- Sun Music IV: From Tabuh Tabuhan (1968)
- Music for Japan na orkiestrę i didgeridoo (1970)
- Overture for a Happy Occasion (1970)
- Lament na smyczki (1976), także wersja na wiolonczelę i smyczki (1991)
- Port Essington na trio smyczkowe i orkiestrę smyczkową (1977)
- Mangrove (1979)
- Cantares na gitarę flamenco, gitarę klasyczną solo, 3 gitary akustyczne, 4 gitary elektryczne, gitarę basową i kwartet smyczkowy (1979)
- Koncert fortepianowy (1983)
- 3 sonaty na smyczki (I 1983, II 1988, III Jabiru Dreaming 1994)
- Little Suite na smyczki (1983)
- Sun Song (1984)
- Burke and Willis Suite na orkiestrę symfoniczną (1985), także wersja na orkiestrę dętą (1986)
- Earth Cry (1986), także wersja na kwartet smyczkowy i didgeridoo (1994)
- Autumn Song na smyczki (1986)
- Kakadu (1988)
- Nourlangie na gitarę, perkusję i smyczki (1989)
- Little Nourlangie na organy i orkiestrę (1990)
- From Uluru (1991)
- Nangaloar (1991)
- Awake Glad Heart! na 2 trąbki, wiolonczelę i smyczki (1992)
- Memento mori (1992–1993)
- Darwin Marching (1995)
- Little Requiem na koto i smyczki (1996)
- Port Arthur in Memoriam na trąbkę lub obój i smyczki (1996)
- Love-Song na gitarę i smyczki (1997)
- Cello Dreaming na wiolonczelę z amplifikacją, smyczki i perkusję (1998)
- Great Sandy Island (1998)
- Rockpool Dreaming na saksofon sopranowy i smyczki (1999)
- My Country Childhood (1999)
- Gondwana- Land (1999)

### Utwory kameralne
- 15 kwartetów smyczkowych (I 1947, II 1948, III 1949, IV 1950, V Irkanda II 1959, VI 1964–1965, VII Red Landscape 1966 zrewid. 1994, VIII String Quartet Music 1968, IX 1975, X 1983, XI Jabiru Dreaming 1990, XII 1994, XIII Island Dreaming z mezzosopranem 1996, XIV 1998, XV 1999)
- The Loneliness of Bunjil na trio smyczkowe (1954, zrewid. 1964)
- Irkanda I na skrzypce (1955)
- Sonata na altówkę i perkusję (1960)
- Irkanda III na trio fortepianowe (1961)
- Tabuh Tabuhan na kwintet dęty i perkusję (1968)
- Dream na dowolne instrumenty i dowolną liczbę wykonawców (1970)
- How the Stars Were Made na 4 perkusje (1971)
- Alone na skrzypce (1976)
- Landscape II na fortepian z amplifikacją i trio smyczkowe (1978)
- Little Serenade na kwartet smyczkowy (1978)
- Requiem na wiolonczelę (1979)
- Tailitnama Song na 5 wykonawców (1981)
- Dhilile na 4 perkusje (1981)
- Songs of Sea and Sky na klarnet i fortepian (1987)
- Sun Song na 4 perkusje (1989)
- Threnody (In memoriam Stuart Challender) na wiolonczelę (1991)
- Tropic na 6 wykonawców (1992)
- Dream Tracks na klarnet, skrzypce i fortepian (1992)
- From Saibai na skrzypce i fortepian (1993)
- Into the Dreaming na gitarę (1994)
- Chorale na 8 wiolonczel (1994)
- Simori na flet i gitarę (1995)

### Utwory fortepianowe
- Sonatina (1954)
- 2 Easy Pieces (1958, 1968)
- Callabonna (1963)
- Landscape I na fortepian z amplifikacją i taśmę (1971)
- Night Pieces (1971)
- Koto Music I–II na fortepian z amplifikacją i taśmę (1976)
- 4 Pieces na duo fortepianowe (1979)
- Mountains (1980)
- Nocturnal (1983)
- A Little Book of Hours (1998)

### Utwory wokalno-instrumentalne
- Sun Music na chór, fortepian i perkusję (1966)
- Morning Song for the Christ Child na chór (1966)
- Sea Chant na głosy unisono i orkiestrę (1968)
- Autumn Song na chór (1968)
- Love 200 na 2 śpiewaków, zespół rockowy i orkiestrę (1970)
- The Song of Tailitnama na głos wysoki, 6 wiolonczel i perkusję (1974), także wersja na głos średni i fortepian (1984)
- The Fifth Continent na recytatora i orkiestrę (1976)
- Child of Australia na sopran, recytatora, chór i orkiestrę (1988)
- The Birthday of Thy King na chór (1988)
- Psalm 150 na głosy wysokie i inne głosy ad libitum i/lub instrumenty (1996)
- Maranoa Lullaby na mezzosopran i kwartet smyczkowy (1996)
- Love Thoughts na sopran, 2 recytatorów i zespół kameralny (1998)

### Utwory sceniczne
- balet Sun Music (wyst. Sydney 1968)
- muzyka do sztuki teatralnej Rites of Passage (1972–1973)
- opera telewizyjna Quiros (wyk. telewizja ABC, 1982)